# 俄罗斯陆军第68军
俄罗斯陆军第68军（俄语：68-й армейский корпус）是俄罗斯联邦陆军的一支军级单位。该军驻扎于库页岛和千岛群岛，总部位于南萨哈林斯克。该军于1993年由原远东军区第51集团军重组而成，2010年解散，2014年重建，隶属于东部军区。

## 编制
截至2019年，该军编制为：
- 第137独立控制营
- 第18机枪炮兵师
- 第39独立红旗摩托化步兵旅
- 第312独立火箭炮营
- 第676独立工程营
- 第327独立电战营
- 第1336指挥和情报中心
- 第431防空指挥所